# 经纬台式大型望远镜
经纬台式大型望远镜（俄语：Большой Телескоп Альт-азимутальный，英文：Big Telescope Alt azimuthal，BTA）是由苏联建造的大型望远镜，主镜直径6米，自从其建成之后至1992年凯克望远镜完工，一度是世界上口径最大的光学望远镜。直至今日，它仍然是欧洲大陆上口径最大的光学望远镜。在其建设过程中创造了许多大型望远镜设计、建造的先例。然而，由于其选址和望远镜的制造质量问题，BTA的实际成像能力一直受到西方天文学家的质疑。

## 建造
1950年，苏联科学院决定建设一台新的大型望远镜以超过5米的海尔望远镜。这台新望远镜的直径被确定为6米，这差不多是单面固体望远镜的最大极限。在其之后建设的口径更大的望远镜，都采用了多面镜片拼接的工艺。该望远镜的镜片由列宁格勒光学机械联合体，也就是著名的LOMO制造。主镜直径6米，焦距为26米,结构质量800吨,高度约为42米。用于支撑的支架和容纳望远镜的观测室，重量也分别达到了300吨和1000吨。。与之前的大型望远镜相比，经纬台式大型望远镜采用了许多新技术。首先，正如其名字所示，它使用的是经纬台式架台，与赤道仪相比结构简单、造价低。但定位复杂，需要依靠计算机装置辅助。它还使用了水平式焦点结构，这种结构使得主镜所聚焦的成像被反射到镜筒侧面。这样光学胶片或是CCD装置可以装置在主镜外，利于减轻总体的重量。

著名光學望遠鏡主鏡面積比較，點選影像可看大圖。

## 争议
虽然其口径非常巨大，但是实际成像能力和科研能力却并不高。首先，巨大的单一镜片非常沉重。受自身重量和热涨冷缩的影响，镜片很容易发生变形。实际上，1975年所安装的主镜在使用后不久就发生了破裂，结果导致其成像能力只有设计值的6成左右。1978年苏联又用了一面新的派热克斯玻璃替换了它。其选址也并不利于天文观测，该天文台所在地常有大风，温度变化也极为不稳定。该望远镜在2001年更换膨胀率更低的玻璃并加装CCD成像系统。

## 外部連結
- 官方网站（俄文）

1. ↑  .   [2010-01-22]. （原始内容存档于2011-04-12）.
2. ↑  .   [2010-01-23]. （原始内容存档于2019-09-05）.
3. ↑  天文望远镜科普知识介绍[永久]
4. ↑  .   [2010-01-23]. （原始内容存档于2016-03-04）.
5. ↑  西藏——北半球最後一個可能安放超大口徑望遠鏡的地方[永久]
6. ↑  .   [2010-01-23]. （原始内容存档于2010-11-23）.